# Anidrytus circumcintus
Anidrytus circumcintus es una especie de coleóptero de la familia Endomychidae.

## Distribución geográfica
Habita en Guatemala y la isla Reunión.